# Toini Muona
Toini Irene Muona, född 19 november 1904 i Helsingfors, död där 23 juni 1987, var en finländsk keramiker.
Toini Muona studerade 1923–1926 vid Centralskolan för konstflit, avdelningen för modellritning, och fortsatte 1926–1932 med keramikstudier. Hon arbetade 1931–1970 på konstavdelningen hos Arabia. Efter försök med dekorativt måleri på fajans övergick hon till stengods. Inspirerad av naturformer och äldre keramik skapade hon en personlig stil, präglad av spontanitet och känsla för det monumentala. Hennes glasyrer har en rätt begränsad färgskala, ofta oxblod.
Hon var den första konstnären vid Arabia som genomgått Centralskolan för konstflit. Hon fick helt ägna sig åt sina unika arbeten och var inte tvungen att befatta sig med det serieproducerade porslinet. Hon experimenterade med tekniker och konstnärliga metoder och drejade ofta sina kärl själv; kända blev bland annat hennes höga, smala och nästan vingliga vaser. Vid sidan av sina drejade produkter gjorde hon också mera geometriska, gjutna former med ljusa eller helt svarta glasyrer. Hon fick uppleva den tid då den finländska konstindustrin blev ett internationellt begrepp. Hennes egna framgångar uteblev inte, och hon kom med åren att kallas den finländska keramikkonstens Grande Dame.
Vid världsutställningen i Bryssel 1935 belönades hon med guldmedalj, i Paris 1937 med guld- och silvermedalj, i Cannes med silvermedalj 1955, Pro Arte Utili i Faenza 1955 och finska statens konstindustripris 1970. År 1957 tilldelades hon Pro Finlandia-medaljen.
Toini Muonas gata och Toini Muonas gård infördes 1998 som namn i det nya bostadsområdet vid Arabiastranden i Helsingfors. En utställning av Toini Muonas och Gunnel Nymans konst hölls på Retretti i Punkaharju 2002. Muona är representerad vid Nationalmuseum.